# 閉鎖病院
『閉鎖病院』（へいさびょういん）は、2000年4月20日にヴィジットからプレイステーション向けに発売されたサウンドノベルアドベンチャーゲーム。

## 概要
当時ヴィジットが展開していた「ハイパーノベル」シリーズの第4作。パッケージには「サウンドノベルを超えた」という表記がある。
これまでの同シリーズの作品に比べてシナリオのバリエーションの幅が広く、またサウンドテストやグラフィック鑑賞などの「おまけモード」も、同シリーズとしては初めて搭載された。グラフィックは人物を含めて全てCG。

## ゲーム内容

### パーソナルポイントシステム
主人公と他の登場人物5人との関係を示すポイントで、所謂「好感度」。特定の選択肢を選ぶと、1ポイントずつ上昇する。特定の人物とのポイントを一定以上にしないと選ぶことのできない選択肢が存在しており、これが隠しシナリオへ通じていることが多い。このポイントはどんな結末になろうとも、ゲームクリア時にポイントの最大値がデータとして保存される。そのため分岐する時までに必要なポイントがためられなくても、クリア時までに満たしておく事で次のプレイで道が開ける。シナリオ分岐時には選択肢の中に「？？？」が選べるようになる。

#### 閉鎖病院編
不可解な死を遂げた上司の死因を究明する、本作の柱となっていて全8日で構成されている。プレイヤーの選択する行動によっては展開が多岐にわたり、結末も大きく変わってくる。

#### 研究棟潜入編
北条と近藤に意外な接点を見出した主人公が、2人が消えた研究棟へと潜入する。物語の核心に迫る大掛かりな展開へと発展していく分岐となる。

#### 男達の楽園編
主人公が倒れた後に出現する選択肢の中に混ざっている。これもまた特定の人物のパーソナルポイントが一定値必要となる選択肢。

#### 板垣の秘薬編
1日目の終了時近くに出現する分岐。板垣が定期検診に行くときに声をかける選択肢の中に混ざっており1日目でどんな分岐を辿っても必ず目にすることになる。このサブシナリオは選択肢によってゲームオーバーになる事がなくエンディングに影響する事もない。

#### 夜の診察室編
シナリオの序盤に存在する一番早い分岐点。

## ストーリー
時は大正末期。関東大震災の被災者が残る時期の中、当時日本最大級の病院「国立大東亜病院」で、関係者が次々と高熱に倒れるという事件が発生した。最初は「ただの風邪」として病院側の一貫した説明で片付けられていた。しかし上司の板垣が大量の吐血で死をとげる。なんとか回復したその中の1人・細川は敬愛していた上司の死により悲しみに暮れる中、やがて院全体を巻き込む大事件に飲み込まれていく。

## 登場人物
細川 益成（ほそかわ ますなり）
主人公。名前は変更可能。大東亜病院で1年前から働く薬剤師。就職予定先の病院を関東大震災で失い、板垣の紹介で現在の職場を得た。板垣を第2の父と尊敬しているが、他の人間に対してはやたらと疑い深い。
島 さゆり（しま-）
19歳。身長150cm、体重40kg。ヒロイン。大東亜病院で働く明るい看護婦。就職して1年になるが、非常にそそっかしい性格で、失敗が絶えない。
板垣 徳次郎（いたがき とくじろう）
65歳。身長157cm、体重45kg。大東亜病院の薬剤師で、細川の上司。面倒見の良い性格で、誰からも好かれている。妻と息子がいたが、どちらも既に故人である。
北条 雪（ほうじょう ゆき）
28歳。身長155cm、体重43kg。大東亜病院の女医。ドイツ留学経験もある優秀な医者だが、常に冷徹で感情を表に出さない。時間に厳しく、まわりくどい言い回しを嫌う。なぜか島とだけは仲が良い。
武田 源一郎（たけだ げんいちろう）
55歳。身長163cm、体重74kg。大東亜病院の院長。国内屈指の病理学研究者だが、部下たちとも気軽に会話をする。
近藤 麗次（こんどう れいじ）
29歳。身長170cm、体重70kg。大東亜病院に出入りする背広姿の男。武田によれば医療器具製造会社の営業係とのことだが、なぜか愛想がない。
永岡 憲蔵（ながおか けんぞう）
外伝「盲目の探偵編」の主人公。大東亜病院の建築に関った技師で、交通事故により視力を失い、入院していた。

## 国立大東亜病院

### 入院棟
正門から見て左手側にある入院棟。病気に冒された患者が一定期間病院に入り、治療や検査を行う場所で病棟内には団体部屋と個室がある。小さな病院よりも大きな病院への入院を希望する患者も多く、病棟は常に患者で埋め尽くされている。板垣が倒れたときは院長の好意によって個室が使われたが、病気の進行を止めるには至らなかった。のちに病室は謎の病気の冒された人々で溢れかえることとなる。

### 医療棟
正門の正面に位置する医療棟。診察のための受付や主人公が勤務する薬局などがある。病院の中核をなす場所でもあり主人公と板垣の2人が担当している。

### 研究棟
正面から右側にある研究棟。明治時代にとある研究者がスポンサーとして設立した。細菌学研究所というのが、この病院の前身であり、本来、病院は研究所の付属病院として開業したものだった。現在でも院長の指揮のもと新薬の開発が行われているという。しかし作業内容が外部に漏れることはなく、実際のところ何が行われているのかは謎に包まれている。

## スタッフ
- エグゼクティブ・プロデューサー：森本和伸
- プロデューサー：加藤誠、大高紳吾、島村玄忠
- ディレクター：金丸義勝、山田成和、中本明秀
- プロット作成：河邊慶誠、金丸義勝、山田成和
- シナリオ執筆：平塚文子、伊瀬晶
- CGキャラクター・ムービー作成：高松由美
- CGオブジェクト・ムービー作成：廣田慎也、薄田無門
- エンジンプログラム：堤大輔
- メインプログラム：飯田真隆
- シナリオプログラム：飯田真隆、高楠弘一
- 音楽・効果音：村田尚司
- パッケージデザイン：ポーズ、夏秋伸行
- セールス・プロモーション：島村玄忠
- スペシャルサンクス：岩城敬子、SMC 黒柳健太郎、有限会社 架空、中本明秀、ハイパープレイステーション山岸、（株）ヴァンズプロ

## 評価
ゲーム誌「ファミ通」の「クロスレビュー」では、7・6・7・6の合計26点（満40点）となっており、レビュアーからの肯定的な意見としては、「最初から提示されている分岐を埋めていくまたは明らかにしていく楽しさは、まるでトレカの抜けているカードを集めていくような気分」、「ほかに例を見ない細かい配慮を施した作りは好感」、「1回目では選べない選択肢があったり、エンディングの数が多いなど、2度も3度も遊べる要素があって〇」、「主要人物との友好度が表示できたり、選択済みの選択肢の色が変わるなど、くり返しプレイすることを考えての工夫が施されているのは〇」などと評されているが、否定的な意見としては、「ほかのソフトによくある機能がないのは不便。先の展開を予測しやすい話が多く、盛り上がりに欠ける」などと評されている。